# Peace of Mind/The Candle Burns
「Peace of Mind」（または「The Candle Burns」）は、1973年に発売されたビートルズの海賊盤に収録されている出どころ不明の楽曲に対して付けられた題名。曲の音質からファンによって自宅で録音されたデモ音源とされている本作は、「1970年にアップル・コアのゴミ箱から発見された楽曲」と報じられているものの、その真偽は不明となっている。

## 来歴
本作は、『Peace of Mind』や『Supertracks』をはじめとした1973年に発売されたビートルズの海賊盤の曲目に「Peace of Mind」と表記されたことが初出となっている。以来10年にわたって12作を超える海賊盤に収録され、中には曲名が「The Candle Burns」と表記されることもあった。
楽曲に関する詳細はほとんどないものの、「1970年にアップル・コアのゴミ箱から発見された」楽曲という説が広く知られている。

### ビートルズの楽曲である可能性
ハリー・キャッスルマンとウォルター・J・ポドラジクは、1975年に出版した『All Together Now』の中で、本作を「1967年中ごろに録音されたビートルズのスタジオ・アウトテイク」とし、「複雑なビートの変化を軸に魅力的な歌詞」で構成された楽曲と説明している。
本作がビートルズの楽曲とする証拠として、ボーカルと楽器編成の2点が挙げられている。歴史家のデヴィン・マッキニーは、本作のボーカルについて「確実にジョージ・ハリスンのそれやジョン・レノンのそれに近い」と述べている。『Far Out』のポッピー・バートンは、本作の歌詞についてレノンが書いた「シー・セッド・シー・セッド」や「トゥモロー・ネバー・ノウズ」を想起させ、『リボルバー』時代のレノンの様式と調和すると述べた。曲の終わりにはハリスンがビートルズ時代にたびたび演奏していたシタールの音が聞こえることから、ハリスンを本作の作者とする説も浮上している。
ビートルズの作品や歴史を題材とした書籍が複数の伝記作家によって出版されているが、このうちマーク・ルイソンの『The Complete Beatles Chronicle』やダグ・サルピーの『The 910's Guide to The Beatles Outtakes』では本作に関する記述がない。リッチー・アンターバーガーは、著書『The Unreleased Beatles: Music & Film』の中で「驚くべき証拠が見つからないかぎり、"Peace of Mind"がビートルズの未発表曲ではないと仮定せざるを得ない―ただし疑いの余地はない」と述べている。ジョン・ウィンはEMIのテープログやレノンが自宅で録音したテープのアーカイブ、80時間にも及ぶゲット・バック・セッションなどで本作の存在が確認できないことや、メンバーや関係者のインタビューなどで本作についての言及がないことを引き合いに「この曲について驚くべき唯一の点は、ビートルズとの繋がりがまったくないにもかかわらず、多くの人がいまだにビートルズの曲かもしれないと考えていること」とし、「これがビートルズの曲ではないと、私のコレクションに賭けてもいい」と述べた。

### その他の可能性
ビートルズ以外にも本作の出どころについては複数の説が存在する。ジョン・ウィンは「テープ・レコーダーを所有し、なおかつ暇を持て余し過ぎてかなりハイになった海賊盤業者によって作られた楽曲」と見なしている。また本作はシド・バレットが制作した未発表のデモ音源として、ピンク・フロイドの海賊盤にも複数収録されている。
この他には「アップル・コアのゴミ箱（trash）から見つかった楽曲」ではなく、「トラッシュというバンドがアップル・レコードのために録音した楽曲」とする説やプリティ・シングスの楽曲という説も存在する。